# Guillem Manfredi
Guillem Manfredi (Imola, 1327 - 1367) va ser fill natural legitimat de Ricard Manfredi i Zeffirina Nordigli. Va ser cavaller armat pel pare el 21 d'agost de 1340, i senyor de Fontanamoneta, consenyor de Bagnacavallo el 1340, consenyor de Gambaraldo, Castiglionchio, Gattaia i Calamello (que li foren arrabassats pel seu cosí Giovanni d'Alberghetto). Va morir vers el 1367.